# São Paio de Jolda
São Paio de Jolda ist eine Gemeinde (Freguesia) im nordportugiesischen Kreis Arcos de Valdevez. In ihr leben 316 Einwohner (Stand 19. April 2021).